# 拉博卡 (新墨西哥州)
拉博卡（英語：La Boca）是位於美國新墨西哥州聖胡安縣的普查規定居民點。

## 人口
根據2020年美國人口普查的數據，拉博卡的面積為1.44平方千米，皆為陸地。當地共有人口38人，而人口密度為每平方千米26.39人。